# Trasporti a Napoli

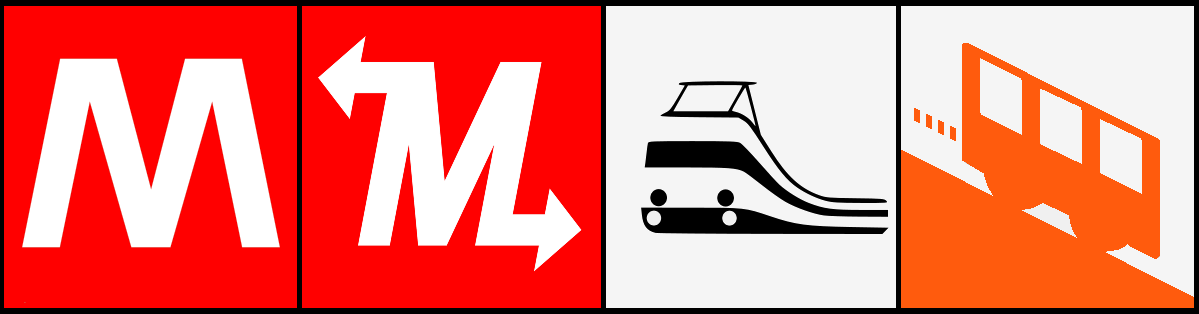
Loghi dei trasporti urbani di Napoli

Napoli, capoluogo dell'omonima città metropolitana e della regione Campania, dispone di una estesa rete di trasporti che serve non solo l'intera città, ma che la collega anche con la sua estesa area metropolitana e il resto d'Italia.

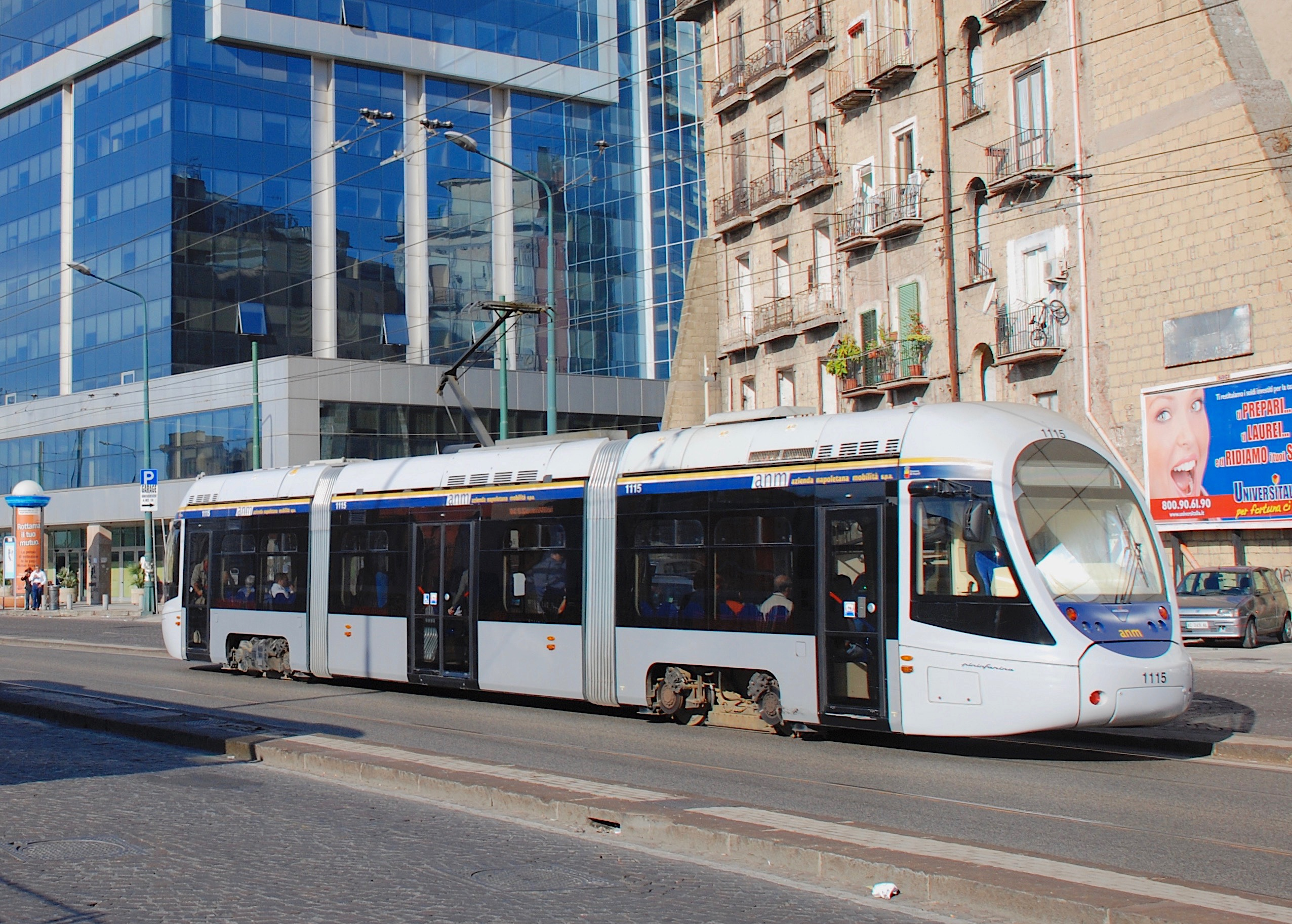
Tram Sirio ANM in via Nuova Marina.

Il sistema dei trasporti pubblici di Napoli si compone di una rete di 3 linee metropolitane, un servizio ferroviario metropolitano formato da 2 linee, un servizio ferroviario extraurbano formato da 6 linee, una rete ettometrica composta da 4 funicolari e 5 ascensori, una rete tranviaria composta da 3 linee, una rete filoviaria composta da 4 linee, una rete automobilistica urbana e interurbana formata da più di 80 linee, un sistema autostradale composto da 4 tra autostrade e tangenziali e un aeroporto, il quarto d'Italia per passeggeri.

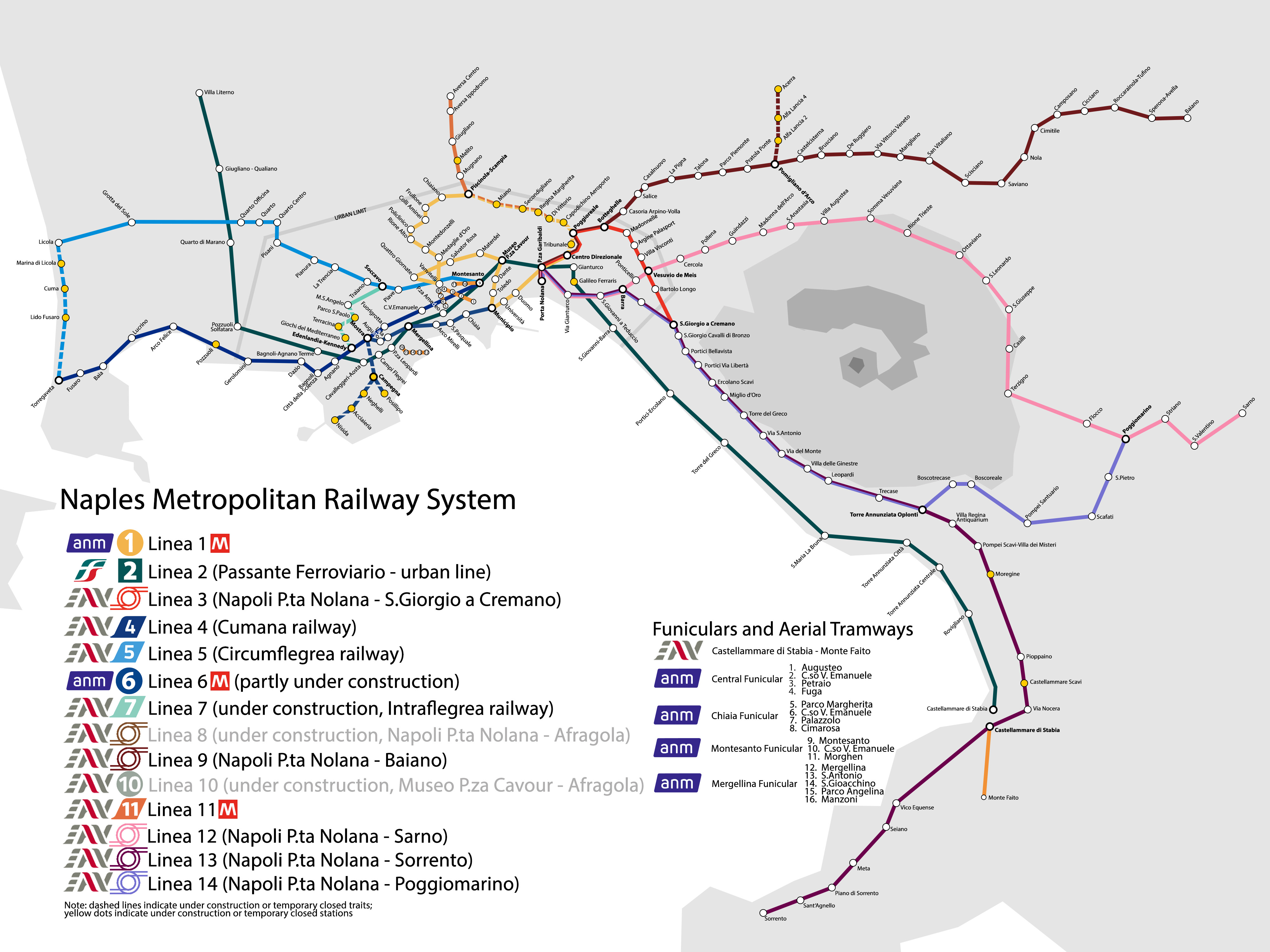
Quadro generale del trasporto metropolitano e ferroviario suburbano.

La rete di trasporti pubblici è affidata a diversi gestori: ANM, EAV e Trenitalia, tra cui il principale è ANM. La gestione tariffaria è affidata al consorzio UnicoCampania.

## Gestori
I gestori del sistema di trasporto pubblico napoletano sono ANM, EAV, AIR Campania e Trenitalia
ANM, acronimo di Azienda Napoletana Mobilità che venne fondata nel 1947 con il nome di Azienda Tranvie e Autofilovie Napoli (ATAN), si occupa della gestione della rete metropolitana, funicolare, tranviaria e filoviaria Gestisce, inoltre, la rete di superficie automobilistica comunale e di area urbana, insieme ad AIR Campania.
EAV, acronimo di Ente Autonomo Volturno che venne fondata nel 1904, si occupa della gestione della linea 11 della rete metropolitana e della rete ferroviaria extraurbana (ex Circumvesuviana).
Trenitalia si occupa della gestione della linea 2 del servizio ferroviario metropolitano.

## Metropolitana

Mappa della rete

La metropolitana di Napoli entrò in servizio il 28 marzo 1993, con l'apertura della prima tratta della linea 1, dopo diciassette anni di lavori. Negli anni successivi, la rete si è espansa con l’aggiunta di altre linee, tra cui la linea 6, inaugurata nel 2007 e la linea 11 "arcobaleno" inaugurata nel 2005.
Asse portante della rete di trasporti pubblici della città, con oltre 90 000 passeggeri al giorno e 40 milioni di passeggeri l'anno, si compone di 3 linee per un totale di 36,4 km e 33 stazioni, risultando essere la terza più estesa e trafficata metropolitana d'Italia. Le linee sono identificate con un numero.
La metropolitana, oltre a coprire grandi porzioni del territorio cittadino, si estende anche nell'hinterland napoletano, in particolare nella zona Giuglianese a nord est di Napoli e nell'Agro aversano in provincia di Caserta; sono 4 le stazioni oltre i confini comunali. Di seguito una tabella che riporta le caratteristiche principali di ogni linea:
| Linea | Percorso                               | Inaugurazione | Gestore | Lunghezza | Stazioni | Passeggeri giornalieri |
| ----- | -------------------------------------- | ------------- | ------- | --------- | -------- | ---------------------- |
|       | Centro Direzionale ↔ Piscinola-Scampia | 1993          | ANM     | 20,7 km   | 20       | 100 000                |
|       | Municipio ↔ Mostra                     | 2007          | ANM     | 5,5 km    | 8        | 3 000                  |
|       | Piscinola-Scampia ↔ Aversa Centro      | 2005          | EAV     | 10,2 km   | 5        | 10 000                 |

### Ferrovia urbana
| Linea | Tipo                        | Percorso                                | Inaugurazione | Gestore    | Lunghezza (km) | Stazioni |
| ----- | --------------------------- | --------------------------------------- | ------------- | ---------- | -------------- | -------- |
|       | passante RFI, metropolitano | Pozzuoli Solfatara ↔ San Giovanni-Barra | 1925          | Trenitalia | 18,9           | 12       |

## Sistemi ettometrici

### Funicolari
| Funicolare | Tipo       | Percorso                    | Inaugurazione | Gestore | Lunghezza (m) | Stazioni |
| ---------- | ---------- | --------------------------- | ------------- | ------- | ------------- | -------- |
| Chiaia     | funicolare | Cimarosa ↔ Parco Margherita | 1889          | ANM     | 500           | 4        |
| Montesanto | funicolare | Morghen ↔ Montesanto        | 1891          | ANM     | 830           | 3        |
| Centrale   | funicolare | Fuga ↔ Augusteo             | 1928          | ANM     | 1230          | 4        |
| Mergellina | funicolare | Manzoni ↔ Mergellina        | 1931          | ANM     | 560           | 5        |

### Ascensori
| Ascensore   | Tipo                   | Percorso                                          | Gestore | Lunghezza (m) |
| ----------- | ---------------------- | ------------------------------------------------- | ------- | ------------- |
| Acton       | ascensore/scale        | via Acton ↔ piazza Plebiscito                     | ANM     | 11,85         |
| Chiaia      | ascensore/scale        | via Nicotera ↔ via Chiaia                         | ANM     | 16,6          |
| Monte Echia | ascensore/scale        | via Santa Lucia ↔ belvedere di Pizzofalcone       | ANM     | 56            |
| Sanità      | ascensore              | corso Amedeo ↔ piazza Sanità                      | ANM     | 22            |
| Ventaglieri | ascensore/scale mobili | vico Lepri ai Ventaglieri ↔ via Avellino a Tarsia | ANM     | 27            |

## Trasporto ferroviario

### Servizio ferroviario metropolitano
Napoli possiede un servizio ferroviario metropolitano integrato con il sistema di trasporto urbano e regionale.
La linea 2, principale asse ferroviario urbano, è una linea a carattere suburbano che collega l’area flegrea occidentale (Pozzuoli) con quella orientale (San Giovanni-Barra), attraversando il centro cittadino in galleria sotterranea e servendo snodi strategici come Cavour, Garibaldi, Mergellina e Campi Flegrei. La linea, lunga circa 18 km, è dotata di frequenze elevate (fino a un treno ogni 8–10 minuti nelle ore di punta) e permette l’interscambio diretto con le linee della metropolitana Linea 1 e Linea 6, nonché con il sistema tranviario e le autolinee urbane ANM.
A questo asse si affiancano altri servizi a carattere suburbano e regionale, tra cui la Circumvesuviana (che collega Napoli con Sorrento, Baiano, Sarno e Poggiomarino) e la ferrovia Cumana e Circumflegrea, che servono i quartieri occidentali della città fino a Torregaveta (Bacoli) e Licola (Pozzuoli).
Nel complesso, il sistema ferroviario suburbano napoletano è articolato in più gestori e linee, servendo un bacino metropolitano di circa 3 milioni di abitanti. I principali nodi di interscambio includono le stazioni di Napoli Centrale, Piazza Garibaldi, Montesanto, Campi Flegrei, Mergellina, Piazza Cavour e Piazza Amedeo.
| Ferrovia in sede propria | Ferrovia in sede propria                       | Tipo               | Percorso                                                  | Inaugurazione | Gestore | Lunghezza (km) | Fermate |
| ------------------------ | ---------------------------------------------- | ------------------ | --------------------------------------------------------- | ------------- | ------- | -------------- | ------- |
|                          | Cumana                                         | ferrovia suburbana | Montesanto - Pozzuoli - Torregaveta                       | 1889          | EAV     | 20             | 18      |
|                          | Circumflegrea                                  | ferrovia suburbana | Montesanto - Licola - Torregaveta                         | 1957          | EAV     | 27             | 16      |
|                          | Napoli-Nola-Baiano                             | ferrovia suburbana | Porta Nolana - Nola - Baiano                              | 1884          | EAV     | 38             | 28      |
| Pomigliano d'Arco-Acerra | Porta Nolana - Pomigliano d'Arco - Acerra      | ferrovia suburbana | 2004                                                      | 16            | EAV     | 16             |         |
|                          | Ferrovia Napoli-Centro Direzionale-San Giorgio | ferrovia urbana    | Porta Nolana - Centro Direzionale - San Giorgio a Cremano | 2004          | EAV     | 12             | 11      |
|                          | Napoli-Ottaviano-Sarno                         | ferrovia suburbana | Porta Nolana - Ottaviano - Sarno                          | 1891          | EAV     | 38             | 28      |
|                          | Torre Annunziata-Sorrento                      | ferrovia suburbana | Porta Nolana - Torre Annunziata - Sorrento                | 1904          | EAV     | 47             | 36      |
|                          | Napoli-Pompei-Poggiomarino                     | ferrovia suburbana | Porta Nolana - Scafati - Poggiomarino                     | 1904          | EAV     | 35             | 25      |

## Trasporto aereo

### Aeroporti
L’Aeroporto di Napoli-Capodichino, intitolato a Ugo Niutta, rappresenta il principale scalo aeroportuale della città e della regione Campania, nonché uno dei più trafficati del Mezzogiorno italiano. Dista circa 7 km dal centro cittadino, al quale è collegato mediante diverse linee di autobus urbani e suburbani. Lo scalo dispone di un unico terminal passeggeri, dotato di servizi moderni e in costante ampliamento, a cui si aggiungono strutture riservate al traffico cargo e alle operazioni militari. L'aeroporto è infatti condiviso con una base dell’Aeronautica Militare Italiana, che ne gestisce una porzione separata. A partire dagli anni 2010, lo scalo ha conosciuto un notevole incremento di traffico, favorito dalla presenza di numerose rotte operate da compagnie aeree low-cost, tra cui Ryanair, Wizz Air e easyJet.

#### Collegamenti aeroportuali
Napoli è collegata al suo aeroporto, l’Aeroporto di Capodichino, mediante un servizio automobilistico denominato Alibus. Il servizio, attivo con frequenza regolare e gestito dall'Azienda Napoletana Mobilità (ANM), collega direttamente l'aeroporto con la stazione ferroviaria di Napoli Centrale e con il porto di Napoli, presso Piazza Municipio. Il tempo di percorrenza, in base al traffico e alla tratta scelta, varia dai 15 ai 35 minuti.
È in fase di costruzione un collegamento con la linea 1 della metropolitana di Napoli, mediante la stazione Capodichino nei pressi del terminal aeroportuale, che consentirà l'integrazione con la rete metropolitana cittadina e con il servizio ferroviario suburbano.

## Trasporto autostradale

### Autostrade
Per la sua posizione geografica, Napoli rappresenta un nodo stradale e autostradale di fondamentale importanza, essendo un punto di congiunzione tra le regioni del nord e del sud Italia. Il sistema autostradale di Napoli è costituito da diverse autostrade: l'autostrada A1, nota anche come autostrada del Sole, che collega Napoli a Milano passando per Roma, Firenze e Bologna. Con una lunghezza complessiva di 759,4 km, è la più lunga autostrada italiana in esercizio, nonché asse meridiano principale della rete autostradale italiana.
A queste si aggiunge l'autostrada A3, che collega Napoli a Salerno e prosegue verso Reggio Calabria, attraversando l'intera regione Campania e la Calabria. L'autostrada A16, nota anche come autostrada dei Due Mari, collega Napoli a Canosa di Puglia, passando per Avellino e Bari.
Inoltre, Napoli è servita dalla Tangenziale di Napoli (autostrada A56), che costituisce l’asse di attraversamento principale della città. Lunga 20 km, è interamente gestita da Tangenziale di Napoli S.p.A. del gruppo Autostrade per l'Italia. Questa tangenziale è un elemento fondamentale per collegare i quartieri della città e transitano oltre 240mila veicoli al giorno (circa 87 milioni di passaggi all’anno).
Nonostante l'ampiezza della sua rete autostradale e stradale, Napoli, nel 2014, risultava tra le città italiane più trafficate, superata rispettivamente da Roma e Milano.

### Rete automobilistica

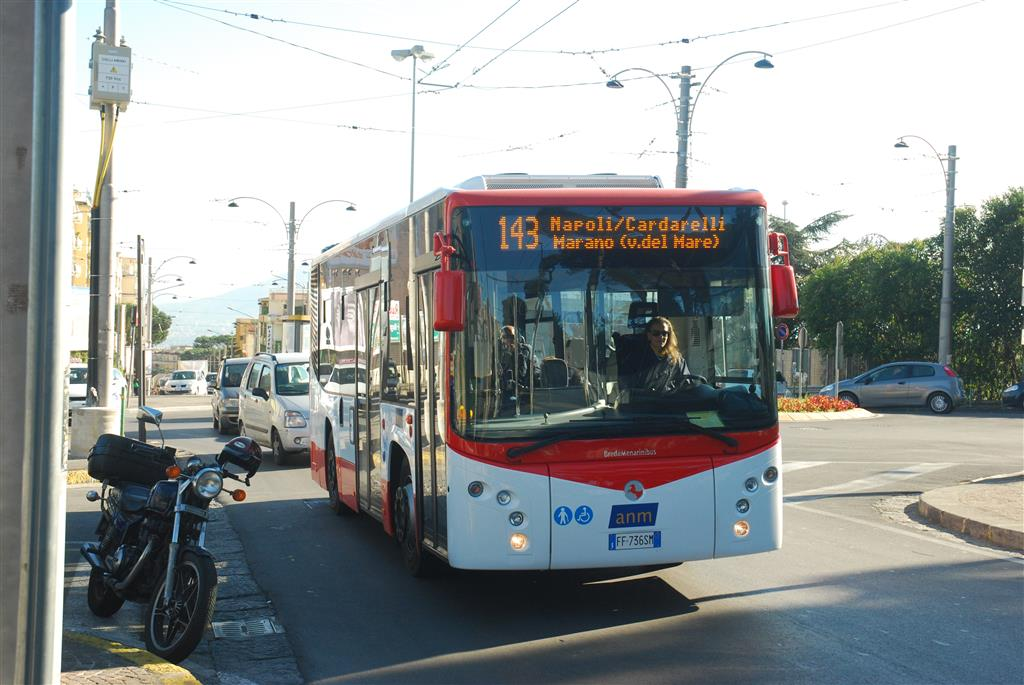
Bus della linea 143 ANM che parte dall'Ospedale Antonio Cardarelli e termina la sua corsa presso il comune di Marano di Napoli.

Di seguito le linee autobus dell'ANM alla data di giugno 2025:
- 49 linee urbane
- 16 linee suburbane
- 5 linee urbane notturne
- 4 linee suburbane notturne
- 7 linee occasionali e scolastiche
- 2 linee cimiteriali
- 1 linea speciale (ALIBUS)

Nel corso del 2023, l'Azienda ha registrato un totale di 36.569.858 di passeggeri sui propri autobus.
La flotta di autobus è composta da un totale di 645 veicoli (316 a diesel, 76 a metano e 253 completamente elettrici), tra cui 184 mezzi di ultima generazione con motorizzazione Euro 6, sia diesel che a metano. Sono inoltre presenti 8 autobus ibridi in configurazione seriale, dotati di trazione elettrica e motogeneratore Euro 6.
I veicoli alimentati a metano sono 76 in tutto e si distinguono per le basse emissioni inquinanti, rispondendo agli standard EEV e Euro 6, infine sono presenti i primi autobus completamente elettrici su un totale di 253 ordinati.
Gli autobus sono distribuiti su tre depositi principali, ciascuno con un’area di uscita organizzata in base alle zone geografiche della città. I depositi impiegati per il servizio sono i seguenti, tutti provvisti di officina interna, impianti di rifornimento, sistemi di lavaggio e spazi per il ricovero dei mezzi:
- Deposito Carlo III: rimessa per autobus e filobus
- Deposito Cavalleggeri d'Aosta: rimessa per autobus
- Deposito di Via delle Puglie: rimessa per autobus

A supporto dell'intero servizio automobilistico è operativo anche il Deposito Officina di Croce Lagno, dove si svolgono le revisioni periodiche e le manutenzioni programmate dei veicoli.
ALIBUS è la linea "speciale" gestita da ANM che garantisce un collegamento rapido tra l'Aeroporto di Napoli-Capodichino e il centro cittadino.
Il servizio impiega in modo continuativo 12 autobus di ultima generazione, modello CityMood, dotati di motorizzazione Euro 6.

### Rete filoviaria

Mappa della rete filoviaria cittadina.

In città sussistono 4 linee filoviarie, tutte gestite da ANM:
- Urbane:
  - 201 Piazza Carlo III - Piazza Cavour - Via Medina
  - 202 Piazza Giambattista Vico - Piazza Garibaldi - Via Medina
  - 204 Ospedale Antonio Cardarelli - Capodimonte - Via Costantinopoli - Via Depretis
- Suburbane:
  - 254 Via Nicolini (Ponti Rossi) - Portici Bellavista (Piazza Poli)

### Rete tranviaria

Mappa della rete.

Il sistema tranviario di Napoli comprende una rete di tre linee, per un totale di 11,8 km di binari. La rete è gestita da ANM, che oltre ai tram gestisce anche i filobus e gli autobus a Napoli:
- 1 (Via Stadera) - Emiciclo di Poggioreale - Stazione Marittima (Via Cristoforo Colombo)
- 2 Piazza Nazionale - San Giovanni a Teduccio (deposito ANM)
- 4 San Giovanni a Teduccio (deposito ANM) - Stazione Marittima (Via Cristoforo Colombo)

### Smart mobility
Dal 2020 sono distribuiti presso il territorio comunale monopattini elettrici. Inizialmente, il servizio fu affidato dall'azienda italiana Helbiz. Il servizio metteva a disposizione 900 monopattini nelle principali aree della città: Piazza del Plebiscito, Quartieri Spagnoli, Chiaia, Mergellina, Pallonetto Santa Lucia, e Borgo Orefici. I monopattini possono circolare in un'area di circa 3 km quadrati, con sosta libera ad eccezione di alcune aree vincolate. Nel 2024 il servizio è stato affidato all'azienda BIT Mobility e mette a disposizione 2.100 monopattini.

## Trasporto marittimo

### Metrò del Mare
Il Metrò del Mare è un servizio marittimo che offre collegamenti via mare tra le principali località della Campania, come Napoli, Sorrento, Capri, Ischia, Procida, Amalfi, Positano, Salerno e il Cilento. Utilizzando principalmente aliscafi, il servizio permette di esplorare il Golfo di Napoli, la Costiera amalfitana e il Cilento.